# Chartham
Chartham est un village et civil parish dans le Comté du Kent, est située à 4 miles (6 km) à l'ouest de Canterbury.
Le village est desservi par la gare de Chartham. 
Chartham Hatch est un hameau rattaché au village, situé à près de 5 miles au sud-ouest de Canterbury. Il compte environ 200 maisons et 482 habitants en 2011.

## Transport

### Chemin de fer
- Gare de Chartham

### Routes
- Routes : A28